# Giorgi Kvirikasjvili
Giorgi Kvirikasjvili (georgiska: გიორგი კვირიკაშვილი), född 20 juli 1967, är en georgisk politiker. Han var Georgiens premiärminister från 30 december 2015 till 13 juni 2018. Han efterträddes på premiärministerposten av Mamuka Bakhtadze.